# Communauté de communes Sioule, Colettes et Bouble
La communauté de communes Sioule, Colettes et Bouble est une ancienne communauté de communes française, située dans le département de l'Allier en région Auvergne-Rhône-Alpes.

## Historique
Le schéma départemental de coopération intercommunale (SDCI) de l'Allier, dévoilé en octobre 2015, prévoyait la fusion avec les communautés de communes du Bassin de Gannat et en Pays Saint-Pourcinois, le seuil de 15 000 habitants fixé par la loi no 2015-991 du 7 août 2015 portant nouvelle organisation territoriale de la République n'étant pas atteint (5 362 habitants en 2012 et une densité de population de 19,5 habitants par kilomètre carré). Contrairement à la communauté de communes centrée sur Gannat, la fusion n'est pas obligatoire, grâce à l'exemption de très faible densité fixée par l'article L. 5210-1-1 §  III b. du Code général des collectivités territoriales. La nouvelle intercommunalité compterait 61 communes pour une population d'environ 34 000 habitants.
Approuvé en mars 2016, le SDCI ne modifie pas ce périmètre. La fusion des trois intercommunalités est prononcée par un arrêté préfectoral du 8 décembre 2016 ; la nouvelle structure intercommunale porte le nom de « Saint-Pourçain Sioule Limagne ».

## Territoire communautaire

### Géographie

Ancien logo de la communauté de communes.

La communauté de communes se trouve au sud du département et tire son nom de trois éléments géographiques de son territoire, les rivières Sioule et Bouble et la forêt des Colettes, symbolisés dans son logo.
Elle est limitrophe avec les communautés de communes de la Région de Montmarault au nord, en Pays Saint-Pourcinois au nord-est, du Bassin de Gannat au sud-est, et avec le département voisin du Puy-de-Dôme, Côtes de Combrailles au sud, du Pays de Menat au sud-ouest et du Pays de Saint-Éloy-les-Mines à l'ouest.
Le territoire communautaire est desservi par des routes départementales d'intérêt secondaire. Depuis Bellenaves, la RD 68 permet de rejoindre Montmarault et Moulins ou l'autoroute A71 en direction de Montluçon et Paris. Enfin, la RD 998 assure une liaison avec l'autoroute A719 en direction de Gannat et Vichy, ainsi que l'A71 vers Clermont-Ferrand.

### Composition
Elle est composée des dix-sept communes suivantes :
| Nom               | Code Insee | Gentilé      | Superficie (km2) | Population (dernière pop. légale) | Densité (hab./km2) |
| ----------------- | ---------- | ------------ | ---------------- | --------------------------------- | ------------------ |
| Ébreuil (siège)   | 03107      | Fiolants     | 23,22            | 1 251 (2014)                      | 54                 |
| Bellenaves        | 03022      | Bellenavois  | 34,88            | 1 016 (2014)                      | 29                 |
| Chezelle          | 03075      | Chezellois   | 7,33             | 192 (2014)                        | 26                 |
| Chirat-l'Église   | 03077      | Chiratois    | 18,48            | 124 (2014)                        | 6,7                |
| Chouvigny         | 03078      | Calviniens   | 13,41            | 217 (2014)                        | 16                 |
| Coutansouze       | 03089      | Sabotiers    | 13,42            | 139 (2014)                        | 10                 |
| Échassières       | 03108      | Échassiérois | 23,40            | 389 (2014)                        | 17                 |
| Lalizolle         | 03135      | Lalizollois  | 23,72            | 337 (2014)                        | 14                 |
| Louroux-de-Bouble | 03152      | Lourousiens  | 16,87            | 260 (2014)                        | 15                 |
| Monestier         | 03175      | Monestiers   | 29,68            | 298 (2014)                        | 10                 |
| Nades             | 03192      | Nadois       | 8,49             | 151 (2014)                        | 18                 |
| Naves             | 03194      | Navois       | 8,13             | 110 (2014)                        | 14                 |
| Sussat            | 03276      | Sussatois    | 8,00             | 104 (2014)                        | 13                 |
| Target            | 03277      | Targetois    | 26,47            | 267 (2014)                        | 10                 |
| Valignat          | 03295      | Valignatois  | 2,32             | 81 (2014)                         | 35                 |
| Veauce            | 03302      | Veauciens    | 3,54             | 37 (2014)                         | 10                 |
| Vicq              | 03311      | Vicquois     | 13,25            | 330 (2014)                        | 25                 |

### Démographie
| 1968  | 1975  | 1982  | 1990  | 1999  | 2008  | 2013  |
| ----- | ----- | ----- | ----- | ----- | ----- | ----- |
| 6 923 | 5 998 | 5 367 | 4 935 | 5 078 | 5 336 | 5 353 |

| Hommes | Classe d’âge | Femmes |
| ------ | ------------ | ------ |
| 1,1    | 90 ans ou +  | 3,5    |
| 11,2   | 75 à 89 ans  | 16,1   |
| 20,8   | 60 à 74 ans  | 20,2   |
| 22,7   | 45 à 59 ans  | 19,6   |
| 15,7   | 30 à 44 ans  | 15,4   |
| 12,3   | 15 à 29 ans  | 10,5   |
| 16,3   | 0 à 14 ans   | 14,7   |

| Hommes | Classe d’âge | Femmes |
| ------ | ------------ | ------ |
| 0,8    | 90 ans ou +  | 2,1    |
| 9,5    | 75 à 89 ans  | 13,9   |
| 18,6   | 60 à 74 ans  | 18,9   |
| 21,5   | 45 à 59 ans  | 20,4   |
| 17,6   | 30 à 44 ans  | 16,5   |
| 15,2   | 15 à 29 ans  | 13,3   |
| 16,8   | 0 à 14 ans   | 14,9   |

## Administration

### Siège
Le siège de la communauté de communes est situé à Ébreuil.

### Les élus
La communauté de communes est gérée par un conseil communautaire composé de 35 membres représentant chacune des communes membres et élus habituellement pour une durée de six ans.
Ils sont répartis comme suit :
| Nombre de délégués | Communes |
| ------------------ | --- |
| 4                  | Bellenaves, Ébreuil |
| 2                  | Chezelle, Chirat-l'Église, Chouvigny, Coutansouze, Échassières, Lalizolle, Louroux-de-Bouble, Monestier, Nades, Naves, Target, Vicq |
| 1                  | Sussat, Valignat, Veauce |

### Présidence
En 2014, le conseil communautaire a élu son président, Daniel Reboul (maire de Naves), et désigné ses cinq vice-présidents qui sont :
| No | Identité             | Qualité                               | Délégation                                                                |
| -- | -------------------- | ------------------------------------- | ------------------------------------------------------------------------- |
| 1  | Pierre A. Teriitehau | Maire d'Ébreuil                       | Développement économique et finances                                      |
| 2  | Arnaud Debrade       | Adjoint au maire de Louroux-de-Bouble | Urbanisme, habitat et administration générale                             |
| 3  | Michelle Paris       | Maire de Chouvigny                    | Enfance, jeunesse, activités socioculturelles et services à la personne   |
| 4  | Joël Bescond         | Maire de Sussat                       | Tourisme et communication                                                 |
| 5  | Dominique Bidet      | Maire de Bellenaves                   | Accueil des nouvelles populations, environnement et développement durable |

### Compétences
L'intercommunalité exerce des compétences qui lui sont déléguées par les communes membres.
Compétences obligatoires :
- aménagement de l'espace : schéma de cohérence territoriale, constitution de réserves foncières, organisation des transports non urbains ;
- développement économique : création, aménagement, entretien et gestion de zones d'activité industrielle, commerciale, tertiaire, artisanale ou touristique ; actions de développement économique.

Compétences optionnelles :
- protection et mise en valeur de l'environnement : collecte et traitement des déchets ménagers et assimilés, autres actions environnementales ;
- politique du logement et du cadre de vie : logement social et non social, opération programmée d'amélioration de l'habitat ;
- construction, entretien et fonctionnement d'équipements culturels, sportifs et d'enseignement élémentaire et préélémentaire.

Compétences facultatives : enfance et jeunesse, vie associative, interventions sociales, édition, programme d'actions.

### Régime fiscal et budget
La commune applique la fiscalité additionnelle.

## Projets et réalisations
- Centre de loisirs intercommunal à Bellenaves[Off 4]
- Maison des services à Ébreuil[Off 4]
- Relais d'assistantes maternelles à Ébreuil[Off 4]

### Site officiel
1. ↑  « Les élus » (consulté le 11 février 2016).
2. 1 2 3  « Les compétences » (consulté le 11 février 2016).
3. ↑  « Statuts de la communauté de communes Sioule Colettes et Bouble » [PDF], 20 juin 2013 (consulté le 11 février 2016).
4. 1 2 3  « Les projets communautaires » (consulté le 11 février 2016).

### Autres sources
1. 1 2  Préfecture de l'Allier, « Projet de schéma départemental de coopération intercommunale de l'Allier » [PDF], 12 octobre 2015 (consulté le 4 juillet 2016).
2. ↑  Direction des Relations avec les Collectivités Territoriales, « Schéma départemental de coopération intercommunale de l'Allier » [PDF], Préfecture de l'Allier, 30 mars 2016 (consulté le 4 juillet 2016).
3. ↑  Préfecture - Direction des relations avec les collectivités territoriales, « Arrêté no 3222/2016 portant fusion de la communauté de communes « En Pays Saint-Pourcinois », de la communauté de communes du « Bassin de Gannat » et de la communauté de communes « Sioule, Colettes et Bouble » » [PDF], Recueil des actes administratifs spécial no 03-2016-052, Préfecture de l'Allier, 9 décembre 2016 (consulté le 24 décembre 2016), p. 27-40.
4. 1 2  Carte de la communauté de communes et des structures intercommunales voisines sur Géoportail.
5. ↑  « Séries historiques des résultats du recensement - EPCI de La CC Sioule, Colettes et Bouble (240300681) », Insee (consulté le 4 juillet 2016).
6. ↑  « Chiffres clés Évolution et structure de la population - EPCI de la CC Sioule, Colettes et Bouble (240300681) », Insee (consulté le 4 juillet 2016).
7. ↑  « Chiffres clés Évolution et structure de la population - Département de l'Allier (03) », Insee (consulté le 4 juillet 2016).
8. ↑  Préfecture de l'Allier, « Arrêté no 2725/2013 constatant la composition du conseil communautaire de la communauté de communes Sioule, Colettes et Bouble à l'issue du renouvellement général des conseils municipaux de 2014 » [PDF], 23 octobre 2013 (consulté le 28 février 2016), p. 2.

### Sources
- SPLAF (Site sur la Population et les Limites Administratives de la France)
- Base nationale sur l'intercommualité
- Dossier statistique sur le site de l'Insee